# Капля (река)
Ка́пля (Ка́пелька) — ручей в России, в Мещанском районе Центрального административного округа Москвы, левый приток Напрудной. Водоток проходит в подземном коллекторе.
Длина реки составляет один километр. Исток расположен к югу от Орлово-Давыдовского переулка. Водоток проходит на запад вдоль Капельского переулка, поворачивает на юго-запад возле улицы Щепкина и протекает под спортивным комплексом «Олимпийский». Устье расположено южнее Екатерининского парка.
Вероятно, название реки характеризует её маловодность. Гидроним отображён в топониме Капельского переулка.